# Christine Stückelberger
Christine Stückelberger (Berna, 22 maggio 1947) è una cavallerizza svizzera.
Vanta sei partecipazioni ai Giochi olimpici e cinque medaglie conquistate nell'equitazione. Come molti atleti il boicottaggio di Mosca 1980 l'ha privata di un'ulteriore partecipazione.

## Biografia
Oltre alle 5 medaglie olimpiche, in carriera ha conquistato 4 medaglie ai mondiali e 11 ai campionati europei.

## Partecipazioni olimpiche
1. Monaco di Baviera 1972
2. Montréal 1976
3. Los Angeles 1984
4. Seul 1988
5. Atlanta 1996
6. Sydney 2000

## Palmarès
- Oro a Montréal 1976 (Dressage individuale)
- Argento a Montréal 1976 (Dressage a squadre)
- Argento a Los Angeles 1984 (Dressage a squadre)
- Argento a Seul 1988 (Dressage a squadre)
- Bronzo a Seul 1988 (Dressage individuale)